# Чебаркульский район
Чебарку́льский райо́н — административно-территориальная единица (район) и одноимённое муниципальное образование (муниципальный район) в Челябинской области России.
Административный центр — город областного подчинения Чебаркуль (не входит в состав района).

## География
Площадь 2879 км², сельскохозяйственные угодья  составляют 146,3 тысячи га. В районе много озёр: Чебаркуль, Кисегач, Мисяш, Еловое, Теренкуль, Еланчик и другие.
На территории района расположены уникальные памятники природы, имеющие не только эстетическую ценность, но и играющие огромную роль в сохранении флоры и фауны.
Варламовский государственный природный заказник площадью 12,8 тысячи гектаров. Вместе с Ильменским заповедником он образуют комплекс резерватов для промысловых животных. Здесь, прежде всего, охраняются лось, косуля, а также боровая птица.
К биологическим памятникам природы относятся:
Травниковский бор
Островной бор площадью 1,7 тысячи га, расположенный вблизи села Травники. Длина бора около 7 километров, ширина 3 километра. Имеет большое рекреационное значение. Господствует сосна, присутствует береза, осина, лиственница. В центре бора произрастает высаженная куртина сибирского кедра.
Варламовский бор
Островной бор площадью 12,8 тысячи га, расположенный вблизи села Варламово. Протяженность с севера на юг около 20, с запада на восток около 14 километров. Рельеф с выходом на поверхность гранитов. Почвы хрящеватые, каменистые, подзолистые и чернозёмные. Имеет важное средообразующее и водоохранное значение. Считается самым грибным местом Челябинской области. Доминирует сосна обыкновенная и береза бородавчатая. Встречаются лиственница и осина.
Чебаркульский бор
Островной бор площадью 1,4 тысячи га, расположенный в предгорной зоне. Играет важную рекреационную роль.
Озера — памятники природы:
Озеро Большой Кисегач
Площадь 14,2 квадратного километра. Максимальная глубина озера 31 метр. Его берега покрыты сомкнутыми  лесами.
Озеро Еловое
Уникальный природный объект, и не только потому, что с 1969 года носит статус гидрологического памятника природы. За счет устойчивости своей экосистемы, озеро с начала прошлого века сохранило свою структуру. Прозрачность воды как была, так и осталась на уровне 4 метров, в то время как в соседних водоемах снизилась почти вдвое. Кроме того, это единственное озеро с русским «именем». Подавляющее большинство окрестных озер имеют башкирские наименования.
Площадь водного зеркала составляет около 3,25 квадратного километра, максимальная глубина — 13,5 м. На берегах озера раскинулись многочисленные базы отдыха, детские оздоровительные лагеря, военный санаторий, санаторий «Еловое» и пансионат с лечением «Сосновая горка».

## История
В VI веке до нашей эры на эти земли, с севера, приходит угорский народ, оставивший после себя следы металлургической деятельности, а с юга прибывают ираноязычные кочевники саки. Саки облагают данью угров, отдавая предпочтение их медным и железным изделиям. В IV и III веках до нашей эры через Чебаркульский район пролегает маршрут миграции сарматов, а в IV и V веках нашей эры — уже гуннов.
В VIII и IX веках территории Чебаркульского района находились под властью предков современных венгров, которых впоследствии сменили половцы, чья власть продержалась вплоть до XIV века. В период с XIII по XVI века территория Чебаркульского района, предположительно, входила в состав Монгольской империи, а затем — Сибирского ханства. Между XIV и XVI веками на эти земли приходят тюркские племена из Западной Сибири, преимущественно из башкирского племени табын. Так называемая Табынская волость входила в состав Уфимского уезда, считаясь ее дальним рубежом. Вплоть до второй половины XVI века русского населения на территории будущего Чебаркульского района не было. Вся территория использовалась башкирами под пастбища.
В конце XVI века наметился усиленный приток на башкирские земли русских, татарских, чувашских, мордовских, марийских и удмуртских крестьян, бежавших сюда от феодального гнёта. Поселяясь припущенниками на этих землях, они принесли с собой высокую культуру земледелия и оказали положительное влияние на хозяйственное и культурное развитие башкирского народа. В ХVII веке он постепенно переходил к осёдлости и земледельческому хозяйству.
В 1729 году крестьянин Кузнецов основывает на берегу озера Чебаркуль русское поселение. В 1735—1736 годах это же озеро арендуют крестьяне Далматова монастыря для рыбного промысла. В 1736 году В. Н. Татищев основывает на берегу озера крепость для контроля над башкирскими племенами. Тогда же основывается и редут для защиты торговых путей от набегов, остатки которого можно найти около села Малково. В том же 1736 году, после строительства крепости, по указанию Татищева было образовано Исетское казачье войско, вошедшее в состав Исетской Зауральской провинцией с центром в Чебаркульской крепости. В его задачу входила охрана горных заводов и границ. В 1741 году через территорию будущего Чебаркульского района проводят почтовый тракт, соединяющий Челябинск и Оренбург. К 1750 году почтовое сообщение становится регулярным, обеспечивая постоянную связь от Уфы до Зауралья.
В 1751 году возникает первая русская Верхне-Увельская слобода, на месте которой в настоящее время расположено село Варламово. На следующий год, на озере Мисяш, начинается добыча глины для Императорской фарфоровой мануфактуры. Глину, считавшуюся лучшей в России, добывали вплоть до 1773 года. В 1758 году основывается Кундравинская слобода.
В 1769 году крестьянами сибирских слобод была написана челобитная царю, где испрашивалось разрешение переселиться на Чебаркульские земли: «там места угожие, крепкие к селитьбе». при выборе места для Чебаркульской крепости руководствовался народными оценками природных условий Чебаркульской земли. Он был знаком с челобитными крестьян.
Посевные площади многих жителей крепости оказались на большом расстоянии от Чебаркуля, что повлияло на дальнейшее переселение казаков ближе к своей земле. Начали появляться хутора на отводных землях. В дальнейшем, если место было выбрано под хутор удачно, оно застраивалось другими казаками и так образовывались сёла.
В 1774 году, во время Пугачёвского восстания, в Чебаркульскую крепость прибывает армия генерала Михельсона. Близ села Лягушино между императорской армией и восставшими пугачёвцами произошло крупное сражение, закончившиеся победой Михельсона. В том же году Михельсон вынужден был отвести войска в Златоуст, чем не преминули воспользовались пугачёвцы. 29 мая 1774 года, вернувшись, они напали на крепость ранним утром. Она была сожжена, а на её восстановление понадобилось не менее двух лет. Позднее об этом событии написал Пушкин.
Жители района участвовали во многих других военных кампаниях. В честь них установлены памятники: в селе Травники в честь казаков, павших на дальневосточных полях сражений в 1905 году, у села Мельникова — участникам Гражданской войны.
До 1923 года 13 сельских советов, в том числе и Чебаркульский, входили в состав Миасской волости. В соседнюю Кундравинскую волость вошли ещё 15 сельских советов: Кундравинский, Травниковский и другие. В 1923 году началась массовая ликвидация волостей и образование районов. Центром для вновь созданных Катавского, Кусинского, Медведевского, Миньярского, Миасского и Саткинского районов стал Златоуст. А Чебаркульский сельский совет вместе с Болотовским, Кундравинским, Мисяшским, Филимоновским, Устиновским, Уштаганским и Черновским сельскими советами образовали Миасский район. Затем последовало ещё два крупных административных передела, пока, наконец, 18 января 1935 года не вышло решение ВЦИК РСФСР «О реорганизации районов». Эта дата считается днём рождения района.
В годы Великой Отечественной войны Чебаркульский районный военкомат призвал 6500 человек, из которых 3655 не вернулись с полей сражений.
27 апреля 1959 года к Чебаркульскому району был присоединён Миасский район.

## Население
| 2002    | 2005    | 2006    | 2007    | 2008    | 2009    | 2010    | 2011    |
| ------- | ------- | ------- | ------- | ------- | ------- | ------- | ------- |
| 29 251  | ↘28 383 | ↘27 712 | ↘27 076 | ↗29 112 | ↗30 087 | ↘29 606 | ↘29 592 |
| 2012    | 2013    | 2014    | 2015    | 2016    | 2017    | 2018    | 2019    |
| ↗29 642 | ↗29 900 | ↘29 852 | ↘29 850 | ↘29 801 | ↘29 753 | ↘29 639 | ↘29 609 |
| 2020    | 2021    | 2023    |         |         |         |         |         |
| ↘29 384 | ↘28 992 | ↘28 704 |         |         |         |         |         |

### Национальный состав
Ниже приводятся данные о национальном составе района по данным Всероссийской переписи населения 2010 года
| Национальность | Численность (чел.) | Процентное соотношение |
| -------------- | ------------------ | ---------------------- |
| Русские        | 24 767             | 85,0 %                 |
| Башкиры        | 2 073              | 7,1 %                  |
| Татары         | 827                | 2,8 %                  |
| Украинцы       | 275                | 0,9 %                  |
| Казахи         | 197                | 0,7 %                  |
| Мордва         | 172                | 0,6 %                  |
| Белорусы       | 144                | 0,5 %                  |
| Армяне         | 127                | 0,4 %                  |
| Нагайбаки      | 119                | 0,4 %                  |
| Немцы          | 83                 | 0,3 %                  |
| Другие         | 371                | 1,3 %                  |
| Всего указали  | 29 155             | 100,00 %               |

Также 451 человек не указали свою национальную принадлежность.

## Территориальное устройство
Чебаркульский район как административно-территориальная единица области делится на 9 сельсоветов. Чебаркульский муниципальный район, в рамках организации местного самоуправления, включает соответственно 9 муниципальных образований со статусом сельских поселений:
| № | Муниципальное образование        | Административный центр | Количество населённых пунктов | Население (чел.) | Площадь (км²) |
| - | -------------------------------- | ---------------------- | ----------------------------- | ---------------- | ------------- |
| 1 | Бишкильское сельское поселение   | посёлок Бишкиль        | 5                             | ↘2947            | 48,02         |
| 2 | Варламовское сельское поселение  | село Варламово         | 6                             | ↘3411            | 537,96        |
| 3 | Кундравинское сельское поселение | село Кундравы          | 10                            | ↘4839            | 533,12        |
| 4 | Непряхинское сельское поселение  | село Непряхино         | 6                             | ↘1183            | 492,81        |
| 5 | Сарафановское сельское поселение | деревня Сарафаново     | 5                             | ↗2562            | 116,65        |
| 6 | Тимирязевское сельское поселение | посёлок Тимирязевский  | 6                             | ↘4666            | 249,36        |
| 7 | Травниковское сельское поселение | село Травники          | 9                             | ↗5468            | 421,04        |
| 8 | Филимоновское сельское поселение | село Филимоново        | 5                             | ↗2475            | 327,28        |
| 9 | Шахматовское сельское поселение  | деревня Шахматово      | 4                             | ↗1297            | 137,14        |

### Населённые пункты
В Чебаркульском районе 55 населённых пунктов.
| №  | Населённый пункт | Тип                          | Население | Муниципальное образование        |
| -- | ---------------- | ---------------------------- | --------- | -------------------------------- |
| 1  | Аджитарово       | деревня                      | ↘100      | Бишкильское сельское поселение   |
| 2  | Алтынташ         | деревня                      | ↘485      | Филимоновское сельское поселение |
| 3  | Барановка        | деревня                      | ↘301      | Шахматовское сельское поселение  |
| 4  | Барсуки          | деревня                      | ↘224      | Травниковское сельское поселение |
| 5  | Берёзки          | посёлок                      | ↘21       | Тимирязевское сельское поселение |
| 6  | Бишкиль          | посёлок                      | ↘1760     | Бишкильское сельское поселение   |
| 7  | Болотово         | деревня                      | ↘337      | Кундравинское сельское поселение |
| 8  | Большаково       | деревня                      | ↘320      | Кундравинское сельское поселение |
| 9  | Боровое          | деревня                      | ↗747      | Сарафановское сельское поселение |
| 10 | Бутырки          | деревня                      | ↗339      | Кундравинское сельское поселение |
| 11 | Варламово        | село                         | ↗2106     | Варламовское сельское поселение  |
| 12 | Верхние Караси   | деревня                      | ↗245      | Непряхинское сельское поселение  |
| 13 | Горки            | посёлок                      | ↘37       | Кундравинское сельское поселение |
| 14 | Десятилетие      | деревня                      | ↗321      | Сарафановское сельское поселение |
| 15 | Запивалово       | деревня                      | ↗192      | Шахматовское сельское поселение  |
| 16 | Зауралово        | деревня                      | ↘221      | Филимоновское сельское поселение |
| 17 | Звягино          | деревня                      | ↘697      | Варламовское сельское поселение  |
| 18 | Казбаево         | деревня                      | ↗358      | Тимирязевское сельское поселение |
| 19 | Калиновка        | деревня                      | ↗26       | Кундравинское сельское поселение |
| 20 | Камбулат         | деревня                      | ↗251      | Травниковское сельское поселение |
| 21 | Ключевка 2-я     | деревня                      | ↘373      | Кундравинское сельское поселение |
| 22 | Ключи            | посёлок                      | ↘470      | Бишкильское сельское поселение   |
| 23 | Колодкино        | деревня                      | ↘66       | Филимоновское сельское поселение |
| 24 | Колоколенки      | деревня                      | ↗22       | Непряхинское сельское поселение  |
| 25 | Колотовка        | деревня                      | ↘174      | Варламовское сельское поселение  |
| 26 | Коротаново       | деревня                      | ↗198      | Тимирязевское сельское поселение |
| 27 | Крыжановка       | деревня                      | ↗348      | Кундравинское сельское поселение |
| 28 | Кугалы           | деревня                      | ↗206      | Шахматовское сельское поселение  |
| 29 | Кумысный         | посёлок                      | ↗145      | Непряхинское сельское поселение  |
| 30 | Кундравы         | село                         | ↗2629     | Кундравинское сельское поселение |
| 31 | Малково          | деревня                      | ↘559      | Травниковское сельское поселение |
| 32 | Маскайка         | деревня                      | ↘599      | Травниковское сельское поселение |
| 33 | Медведево        | село                         | ↗698      | Тимирязевское сельское поселение |
| 34 | Мельниково       | деревня                      | ↘300      | Травниковское сельское поселение |
| 35 | Мирный           | посёлок                      | ↗828      | Бишкильское сельское поселение   |
| 36 | Непряхино        | село                         | ↗655      | Непряхинское сельское поселение  |
| 37 | Нижние Караси    | деревня                      | ↗265      | Непряхинское сельское поселение  |
| 38 | Половинка        | деревня                      | ↗351      | Кундравинское сельское поселение |
| 39 | Попово           | деревня                      | ↘675      | Варламовское сельское поселение  |
| 40 | Пугачёвский      | посёлок                      | ↘43       | Сарафановское сельское поселение |
| 41 | Пустозерово      | село                         | ↘355      | Травниковское сельское поселение |
| 42 | Самарка          | деревня                      | ↗195      | Тимирязевское сельское поселение |
| 43 | Сарафаново       | деревня                      | ↗948      | Сарафановское сельское поселение |
| 44 | Спутник          | посёлок                      | ↘185      | Травниковское сельское поселение |
| 45 | Ступино          | деревня                      | ↘144      | Сарафановское сельское поселение |
| 46 | Тактыбай         | посёлок остановочного пункта | ↗83       | Бишкильское сельское поселение   |
| 47 | Темир            | деревня                      | ↗332      | Филимоновское сельское поселение |
| 48 | Тимирязевский    | посёлок                      | ↘3440     | Тимирязевское сельское поселение |
| 49 | Травники         | село                         | ↘2334     | Травниковское сельское поселение |
| 50 | Уштаганка        | деревня                      | ↘247      | Кундравинское сельское поселение |
| 51 | Филимоново       | село                         | ↘1449     | Филимоновское сельское поселение |
| 52 | Шабунина         | деревня                      | ↘205      | Варламовское сельское поселение  |
| 53 | Шахматово        | деревня                      | ↘617      | Шахматовское сельское поселение  |
| 54 | Щапино           | деревня                      | ↘248      | Травниковское сельское поселение |
| 55 | Ярославка        | деревня                      | ↘9        | Варламовское сельское поселение  |

Исчезнувшие населённый пункты
- деревня Назаровка Варламовского сельсовета — исключен решением Челябинского облсовета народных депутатов от 21.04.1986 года.
- 2023 год — посёлок Сунукуль

## Экономика
В районе выращивают пшеницу, рожь, горох, гречиху, просо, кормовые (кукуруза, подсолнечник, многолетние травы) культуры. Разводят крупный рогатый скот, свиней, птицу. Месторождения мрамора, кварцитов, талька, слюды, каолина, кирпичных глин, асбеста, полудрагоценных и поделочных камней (нефрит, яшма, агат), золота.
Крупнейшее сельскохозяйственное предприятие района — «Чебаркульская птица». Площадки предприятия располагаются в посёлке Тимирязевском и селе Пустозерове.

### Промышленное производство
В 2018 году отгружено товаров собственного производства, выполнено работ и услуг собственными силами организациями вида экономической деятельности «Обеспечение электрической энергией, газом и паром; кондиционирование воздуха» на 99,8 % меньше, чем в 2017 году, вида экономической деятельности «Обрабатывающие производства» — на 7,7 %.

### Занятость и безработица
Среднесписочная численность работников организаций (без внешних совместителей) за 2018 год составила 4970 человек, что на 4,7 % меньше, чем за 2017 год, из них в организациях: сельского, лесного хозяйства, охоты, рыболовства и рыбоводства — 2101 человек (97,6 % к уровню 2017 года), образования — 847 человек (94,6 %), государственного управления и обеспечения военной безопасности; социального обеспечения — 480 человек (101,1 %), деятельности в области здравоохранения и социальных услуг — 404 человека (63,8 %), торговли оптовой и розничной, ремонта автотранспортных средств и мотоциклов — 79 человек (86,7 %), строительства — 63 человека (76,1 %).
Численность не занятых трудовой деятельностью граждан, состоящих на учете в государственных учреждениях службы занятости населения Чебаркульского городского округа (включая данные по Чебаркульскому муниципальному району), на конец декабря 2018 года составила 445 человек, из них признано безработными 424 человека (95,3 %).

## Газеты
В районе выходит старейшая газета «Южноуралец» (издаётся с 1931 года).

## Известные люди

### В районе родились
- Герасимов, Сергей Аполлинариевич (1906—1985) — актёр, режиссёр кино, народный артист СССР (1948)